# Wilhelmina Drucker

Wilhelmina Drucker

Wilhelmina Elisabeth Drucker (* 30. September 1847 in Amsterdam; † 5. Dezember 1925 ebenda) wurde als Wilhelmina Elizabeth Lensing geboren. Sie war die Tochter einer ledigen Mutter und wuchs in ärmlichen Verhältnissen auf. Sie war eine der ersten niederländischen Feministinnen.

## Biografie
Drucker gründete 1889 die Vrije Vrouwenvereeniging (Freie Frauenvereinigung), woraus sich 1894 die Vereinigung für das Frauenwahlrecht entwickelte. Die Freie Frauenvereinigung war die erste Frauenorganisation mit einem sozialistischen Hintergrund.
Wilhelmina Drucker benutzte die Zeitschrift Evolutie (Evolution, 1893–1926), um ihre Ideen zu propagieren.
Die niederländische feministische Bewegung Dolle Mina, die 1969 entstand, wurde nach ihrem Spitznamen, Dolle Mina, benannt.
Sie war die Halbschwester des liberalen Politikers Hendrik Lodewijk Drucker.
In Amsterdam steht ein Denkmal für die Frauenrechtskämpferin.